# Tollaslabda a 2004. évi nyári olimpiai játékokon
A 2004. évi nyári olimpiai játékokon a tollaslabda versenyszámait augusztus 14. és 21. között rendezték meg.

## Éremtáblázat
(Az egyes számoszlopok legmagasabb értéke vagy értékei vastagítással kiemelve.)
| A 2004. évi nyári olimpiai játékok éremtáblázata tollaslabdában | A 2004. évi nyári olimpiai játékok éremtáblázata tollaslabdában | A 2004. évi nyári olimpiai játékok éremtáblázata tollaslabdában | A 2004. évi nyári olimpiai játékok éremtáblázata tollaslabdában | A 2004. évi nyári olimpiai játékok éremtáblázata tollaslabdában | Olimpia  |
| --------------------------------------------------------------- | --------------------------------------------------------------- | --------------------------------------------------------------- | --------------------------------------------------------------- | --------------------------------------------------------------- | -------- |
|                                                                 | Ország                                                          | Arany                                                           | Ezüst                                                           | Bronz                                                           | Összesen |
| 1.                                                              | Kína (CHN)                                                      | 3                                                               | 1                                                               | 1                                                               | 5        |
| 2.                                                              | Dél-Korea (KOR)                                                 | 1                                                               | 2                                                               | 1                                                               | 4        |
| 3.                                                              | Indonézia (INA)                                                 | 1                                                               | 0                                                               | 2                                                               | 3        |
|                                                                 |                                                                 |                                                                 |                                                                 |                                                                 |          |
| 4.                                                              | Nagy-Britannia (GBR)                                            | 0                                                               | 1                                                               | 0                                                               | 1        |
| 4.                                                              | Hollandia (NED)                                                 | 0                                                               | 1                                                               | 0                                                               | 1        |
|                                                                 |                                                                 |                                                                 |                                                                 |                                                                 |          |
| 6.                                                              | Dánia (DEN)                                                     | 0                                                               | 0                                                               | 1                                                               | 1        |
|                                                                 |                                                                 |                                                                 |                                                                 |                                                                 |          |
| Összesen                                                        | Összesen                                                        | 5                                                               | 5                                                               | 5                                                               | 15       |

## Érmesek
| A 2004. évi nyári olimpiai játékok érmesei tollaslabdában |                                                                  |                                                           |                                                |
| Versenyszám                                               | Arany                                                            | Ezüst                                                     | Bronz                                          |
| férfi egyes                                               | Taufik Hidayat · Indonézia (INA)                                 | Szon Szungmo · Dél-Korea (KOR)                            | Sony Dwi Kuncoro · Indonézia (INA)             |
| férfi páros                                               | Dél-Korea (KOR) · Ha Thekvon · Kim Dongmun                       | Dél-Korea (KOR) · I Dongszu · Ju Jongszong                | Indonézia (INA) · Hian Eng · Flandy Limpele    |
| női egyes                                                 | Csang Ning (Zhang Ning) · Kína (CHN)                             | Mia Audina · Hollandia (NED)                              | Csou Mi (Zhou Mi) · Kína (CHN)                 |
| női páros                                                 | Kína (CHN) · Csang Csie-ven (Zhang Jiewen) · Jang Vej (Yang Wei) | Kína (CHN) · Huang Szuj (Huang Sui) · Kao Ling (Gao Ling) | Dél-Korea (KOR) · Na Kjongmin · I Kjongvon     |
| vegyes páros                                              | Kína (CHN) · Csang Csün (Zhang Jun) · Kao Ling (Gao Ling)        | Nagy-Britannia (GBR) · Nathan Robertson · Gail Emms       | Dánia (DEN) · Jens Eriksen · Mette Schjoldager |